# Circoscrizione L'Aquila-Pescara-Chieti-Teramo
La circoscrizione L'Aquila-Pescara-Chieti-Teramo era una circoscrizione elettorale italiana per l'elezione dell'Assemblea Costituente, nel 1946 (circoscrizione XXI), e della Camera dei deputati, dal 1948 al 1993 (circoscrizione XX).
Comprendeva le province di Chieti, L'Aquila, Pescara e Teramo.
Era prevista dalla Tabella A di cui al decreto legislativo luogotenenziale 10 marzo 1946, n. 74, poi ripresa dalla legge 20 gennaio 1948, n. 6 e dal decreto del presidente della Repubblica 30 marzo 1957, n. 361.
Nel 1993 la circoscrizione fu soppressa contestualmente all'istituzione della circoscrizione Abruzzo.
Di seguito i risultati di lista e i deputati eletti, ordinati secondo il numero di preferenze ottenute.

## Elezioni politiche 1946
| Liste                                            | Voti    | %     | Seggi |
| ------------------------------------------------ | ------- | ----- | ----- |
| Democrazia Cristiana                             | 252.672 | 43,28 | 7     |
| Partito Socialista Italiano di Unità Proletaria  | 77.637  | 13,30 | 2     |
| Partito Comunista Italiano                       | 67.003  | 11,48 | 1     |
| Partito Repubblicano Italiano                    | 48.378  | 8,29  | 1     |
| Unione Democratica Nazionale                     | 34.436  | 5,90  | 1     |
| Fronte dell'Uomo Qualunque                       | 26.869  | 4,60  | -     |
| Unione Democratica Indipendente Lavoro e Libertà | 24.266  | 4,16  | -     |
| Partito d'Azione                                 | 19.549  | 3,35  | -     |
| Movimento Nazionale per la Ricostruzione         | 12.909  | 2,21  | -     |
| Movimento Unionista Italiano                     | 11.633  | 1,99  | -     |
| Partito del Reduce Italiano                      | 5.203   | 0,89  | -     |
| Partito dei Contadini d'Italia                   | 3.265   | 0,56  | -     |
| Totale                                           | 583.820 |       | 12    |

| Democrazia Cristiana | Partito Socialista Italiano di Unità Proletaria | Partito Comunista Italiano          | Partito Repubblicano Italiano | Unione Democratica Nazionale |
| --- | ----------------------------------------------- | ----------------------------------- | ----------------------------- | ---------------------------- |
| - Giuseppe Spataro - Alfredo Proia - Vincenzo Rivera - Filomena Delli Castelli - Mario Cotellessa - Giuseppe Castelli Avolio - Arnaldo Fabriani | - Emidio Lopardi - Ignazio Silone               | - → Umberto Terracini - Bruno Corbi | - Silvio Paolucci             | - Carlo Bassano              |

1. ↑  Opta per la circoscrizione Genova-Imperia-La Spezia-Savona
2. ↑  Deceduto il 9 settembre 1947; sostituito da Antigono Donati l'11 settembre 1947

## Elezioni politiche 1948
| Liste                                              | Voti    | %     | Seggi |
| -------------------------------------------------- | ------- | ----- | ----- |
| Democrazia Cristiana                               | 364.444 | 53,69 | 10    |
| Fronte Democratico Popolare                        | 181.813 | 26,79 | 5     |
| Unità Socialista                                   | 36.905  | 5,44  | 1     |
| Blocco Nazionale                                   | 35.081  | 5,17  | -     |
| Partito Repubblicano Italiano                      | 27.444  | 4,04  | -     |
| Movimento Sociale Italiano                         | 17.576  | 2,59  | -     |
| Partito Nazionale Monarchico - Alleanza del Lavoro | 8.991   | 1,32  | -     |
| Partito Cristiano Sociale                          | 4.113   | 0,61  | -     |
| Blocco Popolare Unionista                          | 1.677   | 0,25  | -     |
| Movimento Nazionalista per la Democrazia Sociale   | 708     | 0,10  | -     |
| Totale                                             | 678.752 |       | 16    |

| Democrazia Cristiana | Fronte Democratico Popolare                                                              | Unità Socialista |
| --- | ---------------------------------------------------------------------------------------- | ---------------- |
| - Giuseppe Spataro - Ercole Rocchetti - Mario Cotellessa - Filomena Delli Castelli - Vincenzo Rivera - Giuseppe Castelli Avolio - Arnaldo Fabriani - Ettore Viola - Giuseppe Giammarco - Alfredo Proia | - Bruno Corbi - Giulio Spallone - Antigono Donati - Ferdinando Amiconi - Nicola Perrotti | - Ubaldo Lopardi |

## Elezioni politiche 1953
| Liste                                   | Voti    | %     | Seggi |
| --------------------------------------- | ------- | ----- | ----- |
| Democrazia Cristiana                    | 281.223 | 41,48 | 7     |
| Partito Comunista Italiano              | 149.158 | 22,00 | 4     |
| Partito Socialista Italiano             | 67.403  | 9,94  | 1     |
| Movimento Sociale Italiano              | 63.027  | 9,30  | 1     |
| Partito Nazionale Monarchico            | 52.600  | 7,76  | 1     |
| Partito Liberale Italiano               | 18.652  | 2,75  | -     |
| Partito Socialista Democratico Italiano | 18.564  | 2,74  | -     |
| Partito Repubblicano Italiano           | 17.150  | 2,53  | -     |
| Unione Socialista Indipendente          | 6.274   | 0,93  | -     |
| Alleanza Democratica Nazionale          | 3.927   | 0,58  | -     |
| Totale                                  | 677.978 |       | 14    |

| Democrazia Cristiana | Partito Comunista Italiano                                                         | Partito Socialista Italiano | Movimento Sociale Italiano | Partito Nazionale Monarchico |
| --- | ---------------------------------------------------------------------------------- | --------------------------- | -------------------------- | ---------------------------- |
| - Giuseppe Spataro - Ercole Rocchetti - Remo Gaspari - Mario Cotellessa - Lorenzo Natali - Tommaso Sorgi - Giuseppe Castelli Avolio | - Giulio Spallone - Bruno Corbi - Ferdinando Amiconi - Raffaele Sciorilli Borrelli | - Ubaldo Lopardi            | - Augusto De Marsanich     | - Massimo Del Fante          |

## Elezioni politiche 1958
| Liste                                            | Voti    | %     | Seggi |
| ------------------------------------------------ | ------- | ----- | ----- |
| Democrazia Cristiana                             | 327.832 | 46,59 | 8     |
| Partito Comunista Italiano                       | 147.142 | 20,91 | 4     |
| Partito Socialista Italiano                      | 86.421  | 12,28 | 2     |
| Movimento Sociale Italiano                       | 43.859  | 6,23  | 1     |
| Partito Monarchico Popolare                      | 28.471  | 4,05  | 1     |
| Partito Nazionale Monarchico                     | 24.599  | 3,50  | 1     |
| Partito Socialista Democratico Italiano          | 23.046  | 3,28  | -     |
| Partito Liberale Italiano                        | 12.341  | 1,75  | -     |
| Partito Repubblicano Italiano - Partito Radicale | 6.159   | 0,88  | -     |
| Partito Nazionale del Lavoro                     | 3.050   | 0,43  | -     |
| Movimento di Azione e Rinnovamento               | 752     | 0,11  | -     |
| Totale                                           | 703.672 |       | 17    |

| Democrazia Cristiana | Partito Comunista Italiano                                                    | Partito Socialista Italiano       |
| --- | ----------------------------------------------------------------------------- | --------------------------------- |
| - Giuseppe Spataro - Lorenzo Natali - Ercole Rocchetti - Remo Gaspari - Tommaso Sorgi - Natalino Di Giannantonio - Mario Cotellessa - Giuseppe Fracassi | - Giorgio Amendola - Giulio Spallone - Luigi Di Paolantonio - Vittorio Giorgi | - Nello Mariani - Silvio Paolucci |
| Movimento Sociale Italiano | Partito Monarchico Popolare                                                   | Partito Nazionale Monarchico      |
| - Raffaele Delfino | - Vincenzo Rivera                                                             | - Raffaele Paolucci               |

## Elezioni politiche 1963
| Liste                                            | Voti    | %     | Seggi |
| ------------------------------------------------ | ------- | ----- | ----- |
| Democrazia Cristiana                             | 311.274 | 45,44 | 7     |
| Partito Comunista Italiano                       | 167.404 | 24,44 | 4     |
| Partito Socialista Italiano                      | 78.598  | 11,47 | 2     |
| Partito Socialista Democratico Italiano          | 37.910  | 5,53  | 1     |
| Movimento Sociale Italiano                       | 37.153  | 5,42  | 1     |
| Partito Liberale Italiano                        | 30.297  | 4,42  | 1     |
| Partito Democratico Italiano di Unità Monarchica | 10.616  | 1,55  | -     |
| Partito Repubblicano Italiano                    | 7.071   | 1,03  | -     |
| Partito Autonomo Pensionati d'Italia             | 2.697   | 0,39  | -     |
| Movimento Politico Cattolico Italiano            | 2.045   | 0,30  | -     |
| Totale                                           | 685.065 |       | 16    |

| Democrazia Cristiana | Partito Comunista Italiano                                                  | Partito Socialista Italiano          |
| --- | --------------------------------------------------------------------------- | ------------------------------------ |
| - Remo Gaspari - Lorenzo Natali - Giuseppe Fracassi - Natalino Di Giannantonio - Antonio Mancini - Carlo Bottari - Tommaso Sorgi | - Giorgio Amendola - Giulio Spallone - Vittorio Giorgi - Gaetano Illuminati | - Nello Mariani - Raffaele Di Primio |
| Partito Socialista Democratico Italiano                                                                                          | Movimento Sociale Italiano                                                  | Partito Liberale Italiano            |
| - Mario Tanassi | - Raffaele Delfino                                                          | - Michele Gaetano Pierangeli         |

## Elezioni politiche 1968
| Liste                                            | Voti    | %     | Seggi |
| ------------------------------------------------ | ------- | ----- | ----- |
| Democrazia Cristiana                             | 333.828 | 48,70 | 8     |
| Partito Comunista Italiano                       | 174.403 | 25,44 | 4     |
| Partito Socialista Unificato                     | 79.168  | 11,55 | 2     |
| Movimento Sociale Italiano                       | 34.223  | 4,99  | 1     |
| Partito Socialista Italiano di Unità Proletaria  | 23.416  | 3,42  | -     |
| Partito Liberale Italiano                        | 20.955  | 3,06  | -     |
| Partito Repubblicano Italiano                    | 12.639  | 1,84  | -     |
| Partito Democratico Italiano di Unità Monarchica | 4.551   | 0,66  | -     |
| Partito Progressista Unsipo                      | 1.068   | 0,16  | -     |
| Raggruppamento Italico                           | 672     | 0,10  | -     |
| Partito Comunista Rivoluzionario                 | 549     | 0,08  | -     |
| Totale                                           | 685.472 |       | 15    |

| Democrazia Cristiana | Partito Comunista Italiano                                                                 | Partito Socialista Unificato         | Movimento Sociale Italiano |
| --- | ------------------------------------------------------------------------------------------ | ------------------------------------ | -------------------------- |
| - Remo Gaspari - Lorenzo Natali - Carlo Bottari - Tommaso Sorgi - Antonio Mancini - Antonio Del Duca - Natalino Di Giannantonio - Giuseppe Fracassi | - →Pietro Ingrao - Attilio Esposto - Ado Guido Di Mauro - Vinicio Scipioni - Eude Cicerone | - Nello Mariani - Raffaele Di Primio | - Raffaele Delfino         |

1. ↑  Opta per la circoscrizione Perugia-Terni-Rieti

## Elezioni politiche 1972
| Liste                                           | Voti    | %     | Seggi |
| ----------------------------------------------- | ------- | ----- | ----- |
| Democrazia Cristiana                            | 344.061 | 48,17 | 8     |
| Partito Comunista Italiano                      | 192.601 | 26,96 | 4     |
| Movimento Sociale Italiano - Destra Nazionale   | 54.646  | 7,65  | 1     |
| Partito Socialista Italiano                     | 49.004  | 6,86  | 1     |
| Partito Socialista Democratico Italiano         | 28.107  | 3,94  | 1     |
| Partito Liberale Italiano                       | 14.671  | 2,05  | -     |
| Partito Repubblicano Italiano                   | 11.467  | 1,61  | -     |
| Partito Socialista Italiano di Unità Proletaria | 9.791   | 1,37  | -     |
| Movimento Politico dei Lavoratori               | 4.406   | 0,62  | -     |
| Il manifesto                                    | 3.632   | 0,51  | -     |
| Partito Comunista (Marxista-Leninista) Italiano | 1.885   | 0,26  | -     |
| Totale                                          | 714.271 |       | 15    |

| Democrazia Cristiana | Partito Comunista Italiano                                                                      | Movimento Sociale Italiano | Partito Socialista Italiano | Partito Socialista Democratico Italiano |
| --- | ----------------------------------------------------------------------------------------------- | -------------------------- | --------------------------- | --------------------------------------- |
| - Lorenzo Natali - Remo Gaspari - Carlo Bottari - Antonio Del Duca - Alberto Aiardi - Natalino Di Giannantonio - Nicola Bellisario - Antonio Mancini | - →Enrico Berlinguer - Federico Brini - Attilio Esposto - Vinicio Scipioni - Tommaso Perantuono | - Raffaele Delfino         | - Nello Mariani             | - Aldo Cetrullo                         |

1. ↑  Opta per la circoscrizione Roma-Viterbo-Latina-Frosinone

## Elezioni politiche 1976
| Liste                                         | Voti    | %     | Seggi |
| --------------------------------------------- | ------- | ----- | ----- |
| Democrazia Cristiana                          | 349.123 | 44,20 | 7     |
| Partito Comunista Italiano                    | 275.536 | 34,88 | 5     |
| Partito Socialista Italiano                   | 61.325  | 7,76  | 1     |
| Movimento Sociale Italiano - Destra Nazionale | 50.011  | 6,33  | 1     |
| Partito Socialista Democratico Italiano       | 19.943  | 2,52  | -     |
| Partito Repubblicano Italiano                 | 13.744  | 1,74  | -     |
| Democrazia Proletaria                         | 10.308  | 1,30  | -     |
| Partito Liberale Italiano                     | 5.083   | 0,64  | -     |
| Partito Radicale                              | 4.865   | 0,62  | -     |
| Totale                                        | 789.938 |       | 14    |

| Democrazia Cristiana | Partito Comunista Italiano                                                                                          | Partito Socialista Italiano | Movimento Sociale Italiano - Destra Nazionale |
| --- | --- | --------------------------- | --------------------------------------------- |
| - Remo Gaspari - Lorenzo Natali - Germano De Cinque - Giuseppe Quieti - Alberto Aiardi - Antonio Del Duca - Alberto Presutti | - →Enrico Berlinguer - Attilio Esposto - Federico Brini - Nevio Felicetti - Tommaso Perantuono - Giancarlo Cantelmi | - Enzo Bartocci             | - Raffaele Delfino                            |

1. ↑  Opta per la circoscrizione Roma-Viterbo-Latina-Frosinone

## Elezioni politiche 1979
| Liste                                         | Voti    | %     | Seggi |
| --------------------------------------------- | ------- | ----- | ----- |
| Democrazia Cristiana                          | 361.677 | 45,68 | 7     |
| Partito Comunista Italiano                    | 246.125 | 31,08 | 5     |
| Partito Socialista Italiano                   | 59.801  | 7,55  | 1     |
| Movimento Sociale Italiano - Destra Nazionale | 46.235  | 5,84  | 1     |
| Partito Socialista Democratico Italiano       | 20.612  | 2,60  | -     |
| Partito Radicale                              | 18.221  | 2,30  | -     |
| Partito Repubblicano Italiano                 | 14.136  | 1,79  | -     |
| Partito di Unità Proletaria                   | 8.234   | 1,04  | -     |
| Partito Liberale Italiano                     | 6.810   | 0,86  | -     |
| Nuova Sinistra Unita                          | 4.754   | 0,60  | -     |
| Democrazia Nazionale                          | 3.118   | 0,39  | -     |
| Fiore Margherita                              | 2.123   | 0,27  | -     |
| Totale                                        | 791.846 |       | 14    |

| Democrazia Cristiana | Partito Comunista Italiano                                                                                              | Partito Socialista Italiano | Movimento Sociale Italiano - Destra Nazionale |
| --- | --- | --------------------------- | --------------------------------------------- |
| - Remo Gaspari - Vitale Artese - Germano De Cinque - Alberto Aiardi - Antonio Falconio - Antonio Tancredi - Giuseppe Quieti | - →Enrico Berlinguer - Federico Brini - Arnaldo Di Giovanni - Attilio Esposto - Tommaso Perantuono - Giancarlo Cantelmi | - Domenico Susi             | - Nino Sospiri                                |

1. ↑  Opta per la circoscrizione Roma-Viterbo-Latina-Frosinone

## Elezioni politiche 1983
| Liste                                         | Voti    | %     | Seggi |
| --------------------------------------------- | ------- | ----- | ----- |
| Democrazia Cristiana                          | 342.687 | 42,14 | 7     |
| Partito Comunista Italiano                    | 239.469 | 29,45 | 5     |
| Partito Socialista Italiano                   | 78.691  | 9,68  | 1     |
| Movimento Sociale Italiano - Destra Nazionale | 54.862  | 6,75  | 1     |
| Partito Socialista Democratico Italiano       | 29.146  | 3,58  | -     |
| Partito Repubblicano Italiano                 | 20.191  | 2,48  | -     |
| Partito Liberale Italiano                     | 13.831  | 1,70  | -     |
| Partito Nazionale Pensionati                  | 13.022  | 1,60  | -     |
| Partito Radicale                              | 12.115  | 1,49  | -     |
| Democrazia Proletaria                         | 8.557   | 1,05  | -     |
| Lista per Trieste                             | 586     | 0,07  | -     |
| Totale                                        | 813.157 |       | 14    |

| Democrazia Cristiana | Partito Comunista Italiano                                                                                     | Partito Socialista Italiano | Movimento Sociale Italiano - Destra Nazionale |
| --- | --- | --------------------------- | --------------------------------------------- |
| - Remo Gaspari - Anna Nenna D'Antonio - Romeo Ricciuti - Vitale Artese - Antonio Tancredi - Alberto Aiardi - Giuseppe Quieti | - Luigi Sandirocco - Arnaldo Di Giovanni - Antonio Ciancio - Bernardino Alvaro Jovannitti - Michele Ciafardini | - Domenico Susi             | - Nino Sospiri                                |

## Elezioni politiche 1987
| Liste                                         | Voti    | %     | Seggi |
| --------------------------------------------- | ------- | ----- | ----- |
| Democrazia Cristiana                          | 358.788 | 42,25 | 7     |
| Partito Comunista Italiano                    | 232.640 | 27,39 | 4     |
| Partito Socialista Italiano                   | 101.869 | 11,99 | 2     |
| Movimento Sociale Italiano - Destra Nazionale | 48.979  | 5,77  | 1     |
| Partito Socialista Democratico Italiano       | 31.069  | 3,66  | 1     |
| Partito Radicale                              | 18.231  | 2,15  | -     |
| Partito Repubblicano Italiano                 | 17.433  | 2,05  | -     |
| Lista Verde                                   | 15.909  | 1,87  | -     |
| Democrazia Proletaria                         | 10.562  | 1,24  | -     |
| Partito Liberale Italiano                     | 9.609   | 1,13  | -     |
| Liga Veneta - Pensionati Uniti                | 3.272   | 0,39  | -     |
| Alleanza Popolare                             | 495     | 0,06  | -     |
| Partito Sardo d'Azione                        | 409     | 0,05  | -     |
| Totale                                        | 849.265 |       | 15    |

| Democrazia Cristiana | Partito Comunista Italiano                                                                        | Partito Socialista Italiano        | Movimento Sociale Italiano - Destra Nazionale | Partito Socialista Democratico Italiano |
| --- | ------------------------------------------------------------------------------------------------- | ---------------------------------- | --------------------------------------------- | --------------------------------------- |
| - Remo Gaspari - Romeo Ricciuti - Anna Nenna D'Antonio - Antonio Tancredi - Alberto Aiardi - Vitale Artese - Ugo Crescenzi | - →Lucio Magri - Nicoletta Orlandi - Giovanni Di Pietro - Francesco Cicerone - Michele Ciafardini | - Domenico Susi - Amedeo D'Addario | - Nino Sospiri                                | - Giovanni Manzolini                    |

1. ↑  Opta per la circoscrizione Torino-Novara-Vercelli

## Elezioni politiche 1992
| Liste                                         | Voti    | %     | Seggi |
| --------------------------------------------- | ------- | ----- | ----- |
| Democrazia Cristiana                          | 347.764 | 40,40 | 6     |
| Partito Democratico della Sinistra            | 150.363 | 17,47 | 3     |
| Partito Socialista Italiano                   | 113.196 | 13,15 | 2     |
| Movimento Sociale Italiano - Destra Nazionale | 55.586  | 6,46  | 1     |
| Partito della Rifondazione Comunista          | 45.051  | 5,23  | 1     |
| Partito Socialista Democratico Italiano       | 35.462  | 4,12  | 1     |
| Partito Repubblicano Italiano                 | 27.685  | 3,22  | -     |
| Partito Liberale Italiano                     | 26.996  | 3,14  | 1     |
| Federazione dei Verdi                         | 24.220  | 2,81  | -     |
| Lista Marco Pannella                          | 18.813  | 2,19  | 1     |
| Sì Referendum                                 | 7.372   | 0,86  | -     |
| Lega Nord                                     | 6.579   | 0,76  | -     |
| Federalismo                                   | 1.745   | 0,20  | -     |
| Totale                                        | 860.832 |       | 16    |

| Democrazia Cristiana                                                                                                | Partito Democratico della Sinistra                       | Partito Socialista Italiano                   | Movimento Sociale Italiano - Destra Nazionale |
| --- | -------------------------------------------------------- | --------------------------------------------- | --------------------------------------------- |
| - Remo Gaspari - Romeo Ricciuti - Anna Nenna D'Antonio - Giovanni Polidoro - Antonio Tancredi - Ferdinando Margutti | - Gianni Melilla - Giovanni Di Pietro - Angelo Staniscia | - Domenico Susi - Piergiuseppe D'Andreamatteo | - Nino Sospiri                                |
| Partito della Rifondazione Comunista                                                                                | Partito Socialista Democratico Italiano                  | Partito Liberale Italiano                     | Lista Marco Pannella                          |
| - Lucio Magri | - Romano Ferrauto                                        | - Renato Altissimo                            | - Pio Rapagnà                                 |